# Alejandro Díaz Bialet
Alejandro Manuel Díaz Bialet (Córdoba, 1 de enero de 1915-Buenos Aires, 22 de enero de 1985) fue un político argentino, que se desempeñó como senador nacional, y presidente del Senado de la Nación argentina en la década de 1970.

## Biografía
Egresó como Abogado de la Universidad Nacional de Córdoba. Su hermano, Agustín, también fue abogado y alcanzó a ser miembro de la Corte Suprema de Justicia de la Nación. 
Se instaló en Buenos Aires en 1945, cuando fue designado director de Vialidad Nacional.
Durante la década de 1970 alcanza distintos cargos en el Partido Justicialista, llegando Juan Domingo Perón a designarlo como apoderado del partido desde su exilio en Madrid.
En las elecciones de 11 de marzo de 1973, donde triunfó Héctor Cámpora como Presidente, fue elegido Senador Nacional por la Ciudad de Buenos Aires. Fue elegido presidente provisional del Senado, y por la ley de acefalía, le correspondía asumir como Presidente de la Nación, pues habían renunciado en simultáneo Cámpora y Vicente Solano Lima, su vicepresidente.  Cámpora lo envió en una misión diplomática para asistir al encuentro del Movimiento de Países No Alineados en Argel, dejando así libre el camino para la asunción de Raúl Lastiri, como presidente. Siguió desempeñándose como senador hasta que el Proceso de Reorganización Nacional clausura el Congreso y no vuelve a ocupar ningún cargo político, debiendo exiliarse en Francia.